# Leptophobia aripa
Leptophobia aripa är en fjärilsart som först beskrevs av Jean Baptiste Boisduval 1836.  Leptophobia aripa ingår i släktet Leptophobia och familjen vitfjärilar. Inga underarter finns listade i Catalogue of Life.